# Ochotona himalayana
Ochotona himalayana és una espècie de pica de la família dels ocotònids que viu a la Xina i, possiblement també, al Nepal.